# Zaćmienie Słońca z 7 kwietnia 1540

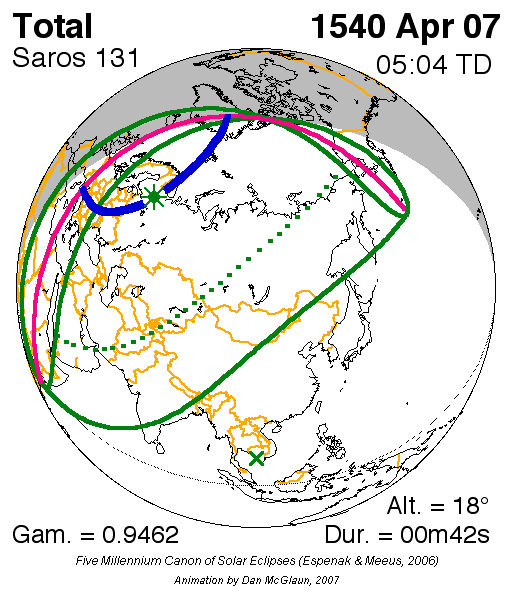
Mapa zaćmienia

Zaćmienie Słońca z 7 kwietnia 1540 - całkowite zaćmienie Słońca widoczne w pasie od adriatyckich wybrzeży Państwa Kościelnego (Pesaro) przez Republikę Wenecką (m.in. Zadar), Imperium Osmańskie (w tym Wschodnie Królestwo Węgier), Rzeczpospolitą (województwa ruskie i podolskie oraz Wielkie Księstwo Litewskie) i Wielkie Księstwo Moskiewskie aż po Arktykę. Swoje maksimum zaćmienie osiągnęło w okolicach jeziora Wygoziero, gdzie faza centralna trwała 42 sekundy.
Zaćmienie widoczne było jako częściowe na większości obszaru Europy, na całym Bliskim Wschodzie, w Azji Środkowej, większości obszaru subkontynentu indyjskiego, w Tybecie, na Syberii, Kamczatcje, Półwyspie Czukockim i na Morzu Arktycznym.
Zaćmienie obserwował we Fromborku astronom Mikołaj Kopernik i było to najgłębsze z obserwowanych przez niego zaćmień: w miejscu obserwacji Księżyc zasłonił ok. 95% tarczy słonecznej.